# Xã Kimball, Michigan
Xã Kimball (tiếng Anh: Kimball Township) là một xã thuộc quận St. Clair, tiểu bang Michigan, Hoa Kỳ. Năm 2010, dân số của xã này là 9.358 người.